# Antemurale Christianitatis
Antemurale Christianitatis (en llatí, «baluard del cristianisme») va ser una etiqueta utilitzada pels països defensors de les fronteres de l'Europa cristiana front l'Imperi Otomà.
El papa Lleó X va considerar Croàcia com a Antemurale Christianitatis el 1519, atès que els soldats croats van fer contribucions significatives a la lluita contra el turcs. L'avenç de l'Imperi Otomà a Europa va ser aturat el 1593 en terra croata (batalla de Sisak), amb la qual cosa podria ser considerada en aquest sentit com la porta històrica de la civilització europea. No obstant això, l'Imperi Otomà musulmà va ocupar part de Croàcia durant els segles XV i XIX, i un gran nombre de croats es van convertir a l'islam.
Per la seva posició durant segles en contra els avenços musulmans, la Confederació de Polònia i Lituània obtindria el nom d'Antemurale Christianitatis. El 1683 el setge de Viena va marcar un punt d'inflexió en la lluita de 250 anys entre les forces d'Europa cristiana i l'Imperi d'Otomana islàmic. Wespazjan Kochowski en el seu Psalmodia polska (1695) defensa la funció especial de Polònia en el món (antemurale christianitatis – el baluard del cristianisme) i la superioritat del sistema polític polonès (złota wolność – la llibertat daurada).
Els ucraïnesos, vivint en les fronteres religioses de l'Europa cristiana amb els tàtars i otomans islàmics, també van ser vistos com «el baluard de cristianisme».